# (4422) Jarre
(4422) Jarre es un asteroide que forma parte del cinturón de asteroides y fue descubierto por Louis Boyer desde el observatorio de Argel-Bouzaréah, Argelia, el 17 de octubre de 1942.

## Designación y nombre
Jarre se designó inicialmente como 1942 UA.
Posteriormente fue nombrado en honor de los compositores franceses Maurice Jarre y Jean-Michel Jarre.

## Características orbitales
Jarre está situado a una distancia media de 2,237 ua del Sol, pudiendo acercarse hasta 1,834 ua. Su inclinación orbital es 4,806° y la excentricidad 0,1802. Emplea 1222 días en completar una órbita alrededor del Sol.